# Krajinoviće
Krajinoviće (cyr. Крајиновиће) – wieś w Serbii, w okręgu zlatiborskim, w gminie Sjenica. W 2011 roku liczyła 54 mieszkańców.